# Condado de Woodward
El condado de Woodward (en inglés: Woodward County), fundado en 1893, es un condado del estado estadounidense de Oklahoma. En el año 2000 tenía una población de 18.486 habitantes con una densidad de población de 6 personas por km². La sede del condado es Woodward.

## Geografía
Según la oficina del censo el condado tiene una superficie total de 3227 km² (1245,9 mi²), de los que 3218 km² (1242,5 mi²) son tierra y 10 km² (3,9 mi²) (0,30%) son agua.

## Condados adyacentes
- Condado de Woods - noreste
- Condado de Major - este
- Condado de Dewey - sur
- Condado de Ellis - oeste
- Condado de Harper - noroeste

## Demografía
Según el censo del 2000 la renta per cápita media de los habitantes del condado era de 33.581 dólares y el ingreso medio de una familia era de 39.916 dólares. En el año 2000 los hombres tenían unos ingresos anuales 28.750 dólares frente a los 19.756 dólares que percibían las mujeres. El ingreso por habitante era de 16.734 dólares y alrededor de un 12,50% de la población estaba bajo el umbral de pobreza nacional.

## Ciudades y pueblos
- Fort Supply
- Mooreland
- Mutual
- Sharon
- Woodward